# Huỳnh Lập
Huỳnh Ngọc Lập (sinh ngày 17 tháng 5 năm 1993), thường được biết đến với nghệ danh Huỳnh Lập, là một nam diễn viên, nghệ sĩ hài, doanh nhân kiêm nhà làm phim người Việt Nam.
Khởi nghiệp vào năm 2012 dưới tư cách là người sáng lập và thành viên của nhóm hài DAMTV, anh được công chúng biết đến sau khi đoạt giải quán quân cuộc thi Cười xuyên Việt vào năm 2015.

## Tiểu sử
Huỳnh Lập tên thật là Huỳnh Ngọc Lập, sinh ngày 17 tháng 5 năm 1993 tại thành phố Long Xuyên, tỉnh An Giang.
Anh có tuổi thơ sống lặng lẽ, khép kín sau khi gặp tai nạn giao thông nghiêm trọng năm 10 tuổi. Anh cho biết năm đó trong một lần đi Đồng Tháp, chiếc xe chở hai cha con anh gặp tai nạn. Cú va chạm mạnh khiến anh ngã lăn ra đường, gương mặt chà mạnh xuống mặt bê tông, tay chân gãy hết. Không những vậy, toàn bộ phần da dưới cằm rách tới mức khi tả lại, gia đình Lập cho biết "có thể lật được ra như một trang sách".
Lần tai nạn ấy không lấy đi mạng sống của Huỳnh Lập, tưởng chừng như thoát chết thì khỏe mạnh nhưng sự thật lại khiến gương mặt của anh biến dạng hoàn toàn, đặc biệt anh bị mất 3 chiếc răng cửa. Cơ thể chi chít sẹo từ lần đối mặt với cái chết đã khiến cho anh nhiều năm nhút nhát, sợ giao tiếp, tự ti vào ngoại hình đến mức rơi vào tình trạng bị trầm cảm.
Cứ như vậy, khi vào cấp ba, gia đình vừa chữa trị tâm lý, vừa quyết định đặt cho Huỳnh Lập bộ răng giả tháo lắp. Dần dần, theo năm tháng, anh bắt đầu có những người bạn đầu tiên, căn bệnh trầm cảm cũng theo đó giảm dần. Bên cạnh đó, anh còn được thầy cô giao nhiệm vụ lớp trưởng, tham gia hoạt động Đoàn, đội kịch và đã dần tự tin hơn.

## Sự nghiệp
Kết thúc lớp 12, Huỳnh Lập đăng ký dự thi vào Đại học Sân khấu - Điện ảnh TP. HCM nhưng không trúng tuyển. Anh chuyển sang trường FPT Arena để theo học ngành Mỹ thuật đa phương tiện. Tại đây, cơ duyên đã đưa anh đến với các thành viên trong nhóm hài DAMTV.
Từ lần đầu tiên thực hiện tác phẩm đầu tay mang tên Kính vạn bông rồi chia sẻ lên mạng xã hội, nhận được sự quan tâm và ủng hộ của dân mạng, Huỳnh Lập cùng các thành viên của nhóm quyết định xây dựng nhóm hài riêng, tạo ra các phim ngắn, video nổi tiếng sau này như Chầu hoan cua chống, Cô dâu 1.800 tuổi, Giọng hát thiệt, Bỗng dưng nổi loạn – hot boy muốn khóc... Năm 2014, nhóm hài DAMTV và Huỳnh Lập là một trong những nhóm làm phim hài trên mạng nổi tiếng trong giới trẻ Việt.
Năm 2015, Huỳnh Lập đạt giải nhất chương trình Cười xuyên Việt phiên bản nghệ sĩ 2015, trở thành đạo diễn phim điện ảnh, đạo diễn liveshow của Trấn Thành, Việt Hương.
Năm 2016, anh gây ấn tượng khi tham gia dự án điện ảnh Sài Gòn, anh yêu em với vai trò đồng đạo diễn, diễn viên. Bộ phim được giải Phim điện ảnh xuất sắc nhất được hội đồng nghệ thuật bình chọn. Với khả năng đóng kịch cùng cách nói chuyện hòa nhã, Huỳnh Lập thường xuyên góp mặt trong các gameshow, TV show như Ai cũng bật cười, Bí mật đêm Chủ Nhật, Én vàng, Ơn giời cậu đây rồi!, Ngạc nhiên chưa, Kỳ tài thách đấu, Lò võ tiếu lâm...
Sau đó 1 năm, vào năm 2017, dự án Tấm Cám: Chuyện Huỳnh Lập kể dựa trên bộ phim Tấm Cám: Chuyện chưa kể của Ngô Thanh Vân "gây bão" mạng, được đánh giá cao vì trang phục, kịch bản thu hút không kém gì bản gốc.
Năm 2018, Huỳnh Lập đã chi hơn 4 tỷ đồng để thực hiện loạt web drama "Ai Chết Giơ Tay" và thành công vang dội. Thành công này đã giúp Huỳnh Lập nhận về nút vàng đầu tiên trong sự nghiệp, cũng là nghệ sĩ Việt thứ hai sau MC Trấn Thành được nhận nút vàng YouTube. Anh còn được xem là người tiên phong sản xuất web drama ở Việt Nam.
Tiếp nối thành công của web drama Ai Chết Giơ Tay, tháng 11 năm 2019 Huỳnh Lập tiếp tục ra mắt phim điện ảnh Pháp Sư Mù: Ai Chết Giơ Tay nối tiếp câu chuyện của phiên bản online Ai Chết Giơ Tay.
Năm 2023, Huỳnh Lập tham gia chương trình Sao Nhập Ngũ. Anh được nhận xét là có tinh thần học hỏi cao, sự gan lì mặc dù gặp những hạn chế về sức khỏe và thể chất.
Vào tháng 4 năm 2024, Huỳnh Lập thông báo sẽ ra mắt dự án điện ảnh thứ hai mang tên Nhà gia tiên. Hình ảnh đầu tiên được công bố về bộ phim mang đậm nét sự hoài cổ, văn hoá truyền thống với hoạ tiết mô phỏng một bức tranh kiếng Nam Bộ (Tranh kính) - loại hình nghệ thuật dân gian vốn thường được trưng bày giữa những ngôi nhà cổ của Việt Nam thời xưa.

## Thành tích

### Giải thưởng và đề cử
| Giải thưởng                              | Năm  | Hạng mục                                        | Tác phẩm đề cử               | Kết quả   | Chú thích |
| ---------------------------------------- | ---- | ----------------------------------------------- | ---------------------------- | --------- | --------- |
| Giải thưởng Ngôi Sao Xanh                | 2016 | Gương mặt điện ảnh triển vọng                   | Gái già lắm chiêu            | Đoạt giải | [ 2 ]     |
| Giải thưởng Ngôi Sao Xanh                | 2018 | Nam diễn viên phim chiếu mạng xuất sắc nhất     | Ai chết giơ tay              | Đoạt giải | [ 9 ]     |
| Giải thưởng Ngôi Sao Xanh                | 2018 | Nam diễn viên xuất sắc nhất                     |                              | Đoạt giải |           |
| Giải thưởng Ngôi Sao Xanh                | 2019 | Nam diễn viên điện ảnh được yêu thích nhất      | Pháp sư mù                   | Đoạt giải | [ 10 ]    |
| Cánh Diều Vàng                           | 2016 | Nam diễn viên phụ xuất sắc phim truyện điện ảnh | Sài Gòn, anh yêu em          | Đoạt giải | [ 11 ]    |
| Liên hoan phim Việt Nam                  | 2017 | Nam diễn viên phụ xuất sắc phim truyện điện ảnh | Sài Gòn, anh yêu em          | Đề cử     |           |
| WeChoice Awards                          | 2018 | Nhân vật truyền cảm hứng                        |                              | Đoạt giải | [ 12 ]    |
| WeChoice Awards                          | 2018 | Bộ phim được yêu thích nhất năm                 | Ai Chết Giơ Tay              | Đề cử     |           |
| Giải Mai Vàng                            | 2018 | Diễn viên hài được yêu thích nhất               | Tấm Cám: Chuyện Huỳnh Lập kể | Đề cử     |           |
| Giải Mai Vàng                            | 2021 | Diễn viên hài được yêu thích nhất               | Một nén nhang, Tắt tiếng     | Đoạt giải |           |
| Giải Mai Vàng                            | 2022 | Diễn viên hài được yêu thích nhất               | Kẻ Độc Hành                  | Đoạt giải |           |
| Giải Mai Vàng                            | 2023 | Diễn viên hài được yêu thích nhất               | Mẹ Hát Rong                  | Đoạt giải |           |
| Liên hoan phim Châu Á Đà Nẵng lần thứ ba | 2025 | Phim hay nhất - Hạng mục phim Việt Nam dự thi   | Nhà gia tiên                 | Đề cử     | [ 13 ]    |

### Chương trình truyền hình / Cuộc thi diễn xuất
- Quán quân Cười xuyên Việt phiên bản nghệ sĩ 2015
- Ngày 28 tháng 10, 2022 Huỳnh Lập cho ra mắt Web series Kẻ độc hành được chiếu độc quyền trên Netflix.

## Đời tư

### Bê bối
Ngày 8 tháng 9 năm 2021, một người tung loạt tin nhắn gạ tình được cho là của Huỳnh Lập và người quản lý của anh là Hồng Tú lên mạng xã hội. Theo Hoa Quỳnh của Sức khỏe và Đời sống, nội dung tin nhắn có đề cập đến việc người này nhiều lần được cả Huỳnh Lập và Hồng Tú ""gạ" sang nhà để làm "chuyện ấy", kể cả 3 người." Tối cùng ngày, trang facebook cá nhân của Huỳnh Lập và Hồng Tú hiển thị trạng thái tạm khóa.